# Trine 4: The Nightmare Prince
Trine 4: The Nightmare Prince — видеоигра 2019 года, разработанная студией Frozenbyte и изданная компанией Modus Games для Microsoft Windows, Nintendo Switch, PlayStation 4 и Xbox One в октябре 2019 года, а также выпущенная для Stadia в марте 2021 года. Является четвёртой игрой в серии Trine, продолжением Trine 3: The Artifacts of Power, и включает в себя возвращение трёх главных героев серии и средневекового фэнтези-окружения.
Продолжение серии, Trine 5: A Clockwork Conspiracy, было выпущено в 2023 году.

## Игровой процесс
Trine 4 развивает игровой процесс предыдущих частей серии. Это двухмерный платформер с акцентом на головоломки, основанные на физике. Для решения головоломок игроку доступны такие способности, как создание ящиков, закрепление веревок на объектах и телекинез.
Главный герой игры сюжетно представляет собой трёх персонажей в одном. Игрок может превращаться в одного из трёх персонажей: волшебника Амадеуса, воровку Зою и рыцаря Понтиуса. Амадеус может создавать ящики, сферы и доски, а также телекинетически перемещать некоторые объекты. Зоя может закреплять веревки на объектах для раскачивания, обездвиживания или создания веревочных мостов. Она также вооружена луком. Понтиус имеет щит, которым может отражать определенные снаряды в другие цели, и выполнять атаки прыжком сверху. Понтиус также вооружен мечом. Как и в предыдущих играх серии, игровой процесс сочетает головоломки на основе физики и сражения.
В то время как Trine 3 использовала трёхмерный платформинг, Trine 4 вернулась к строго двухмерному перемещению первых двух игр серии Trine.

## Сюжет
Принц Селиус (впервые появился в Nine Parchments) имел способности к магии, но при работе с книгой заклинаний отца высвободил тень своей души и разрушил семейный замок. Поэтому родители отослали его в Астральную академию, однако волшебники Академии оказались неспособны справиться с магией кошмаров принца, и он в конечном счёте сбежал. Волшебнику Амадеусу, рыцарю Понтиусу и воровке Зое директор Академии поручил вернуть Селиуса. Первоначально трио пыталось уговорить его вернуться, но Селиус отказался, раскрыв, что Академия просто заперла его в подземельях. Его нестабильная теневая магия приводит к физической материализации кошмаров — как его собственных, так и героев, и даже обитателей дикой местности, после чего Селиус скрывается.
В ходе розыска принца трио оказывает помощь лесным обитателям в сражении с их кошмарами, и в благодарность три духа природы дают им зелье света, которое должно помочь Селиусу. Зелье действительно помогает, но одновременно усиливает тень Селиуса, поскольку чем ярче свет, тем глубже отбрасываемая им тень. Трио помогает Селиусу в битве с его тенью; в итоге принц смог использовать силу света, чтобы заключить свою тень обратно в душу. Теперь, когда его магия стабилизировалась, он соглашается вернуться в Астральную академию.

### Melody of Mystery
Спустя некоторое время после возвращения принца Селиуса в Астральную академию студенты (все впервые появились в Nine Parchments) начали репетиции осеннего спектакля. Один из них, Корнелиус, обнаружил волшебную музыкальную шкатулку и случайно освободил духа по имени Мелодия, который заключил студентов в магический сон, где их желания исполняются. Селиус, не подвергшийся воздействию благодаря собственной магии снов, призвал героев Трины в мир сновидений, прося их о помощи. Герои проходят через сны студентов и узнают, что Мелодия — джинн-ученик, который использует сны как способ исполнения желаний, не понимая, что вечный сон вреден для людей. Героям удалось разбудить всех студентов, кроме Корнелиуса, который настолько погружён в свой сон, что его приходится будить принудительно.

## Рецензии
| Сводный рейтинг    | Сводный рейтинг                                |
| Агрегатор          | Оценка                                         |
| ------------------ | ---------------------------------------------- |
| GameRankings       | 82,14 %                                        |
| Metacritic         | NS: 80/100 PC: 81/100 PS4: 80/100 XONE: 80/100 |
| Иноязычные издания |                                                |
| Издание            | Оценка                                         |
| Destructoid        | 7/10                                           |
| Eurogamer          | Recommend                                      |
| GameRevolution     | 4/5                                            |
| IGN                | 8,5/10                                         |
| Jeuxvideo.com      | 15/20                                          |
| Nintendo Life      | 8/10                                           |
| PC Gamer (US)      | 7/10                                           |
| Push Square        | 8/10                                           |
| MondoXbox          | 8/10                                           |

Согласно сайту Metacritic, игра получила «в целом положительные» отзывы.